# Schloss Brumath

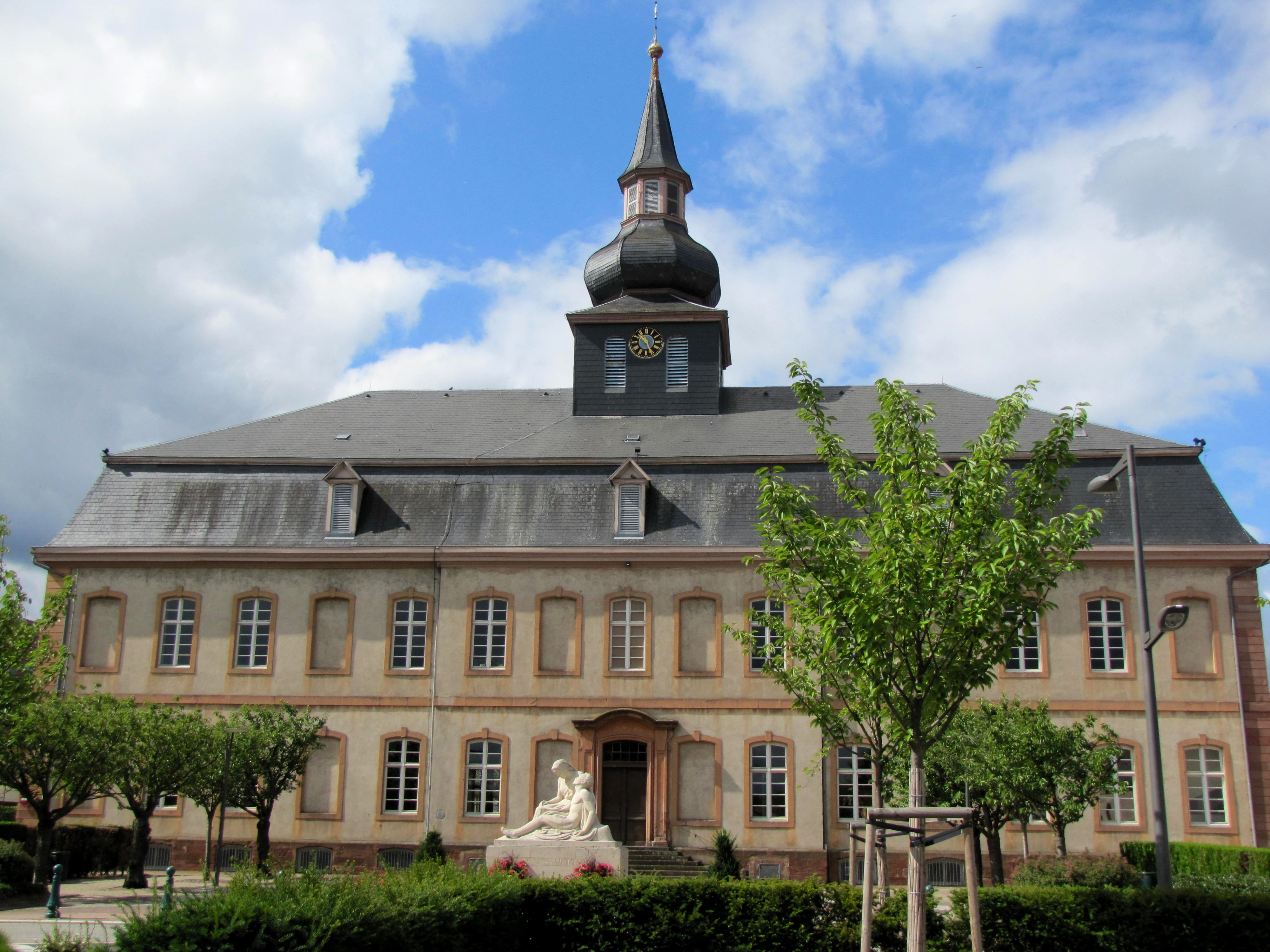
Schloss Brumath, Südfassade

Das Schloss Brumath steht in der gleichnamigen französischen Gemeinde Brumath im elsässischen Département Bas-Rhin, ehemals: Grafschaft Hanau-Lichtenberg.
In den 1720er Jahren auf Geheiß des hanauischen Grafen Johann Reinhard III. von Hanau errichtet, wurde es nach der Französischen Revolution zu einer lutherischen Kirche umgebaut, in deren Untergeschoss heute ein archäologisches Museum untergebracht ist. So wurde dieses Schloss Johann Reinhards III., der zu Lebzeiten in den reformierten Gebieten seiner Grafschaft lutherische Gemeinden und Kirchen (vgl. Reinhardskirchen) eifrig förderte, posthum selbst zu einer Kirche des Augsburgischen Bekenntnisses.

## Vorgeschichte
Vorläufer der barocken Schlossanlage war die Burg Brumath. Die Herren von Lichtenberg hatten sie 1332 von den Erben der Landgrafen im Elsass gekauft und sie war zunächst Mittelpunkt ihres Amtes Brumath. Die Burg war ein Lehen des Kurfürsten und Erzbischofs von Mainz. 1378 verkauften die Herren von Lichtenberg die Burg zur Hälfte an Ulrich von Finstingen.
Nach dem Tod des letzten Lichtenbergers erbte Philipp I. der Ältere von Hanau-Babenhausen (* 1417; † 1480), weil er mit einer der beiden Lichtenberger Erbtöchter verheiratet war, 1480 die Hälfte der Herrschaft Lichtenberg, die andere Hälfte gelangte an seinen Schwager, Simon IV. Wecker von Zweibrücken-Bitsch. Das Amt Brumath und die Burg wurden dabei zunächst ein Kondominat zwischen Hanau-Lichtenberg und Zweibrücken-Bitsch. Unter der Regierung des Grafen Philipp III. von Hanau-Lichtenberg kam es dann zu einer Realteilung: Brumath kam ganz zu Zweibrücken-Bitsch. Dagegen gelangte das Amt Willstätt, das ebenfalls aus dem Lichtenberger Erbe stammte und ein Kondominat zwischen beiden Häusern war, ganz zur Grafschaft Hanau-Lichtenberg.
Allerdings kam es 1570 zu einem weiteren Erbfall, der auch Brumath zur Grafschaft Hanau-Lichtenberg brachte: Graf Jakob von Zweibrücken-Bitsch (* 1510; † 1570) und sein schon 1540 verstorbener Bruder Simon V. Wecker hinterließen nur jeweils eine Tochter als Erbin. Die Tochter des Grafen Jakob, Margarethe (* 1540; † 1569), war mit Philipp V. von Hanau-Lichtenberg (* 1541; † 1599) verheiratet. Zu dem sich aus dieser Konstellation ergebenden Erbe zählte auch die zweite, nicht bereits durch Hanau-Lichtenberg regierte, Hälfte der ehemaligen Herrschaft Lichtenberg und darin auch Brumath.

## Geschichte

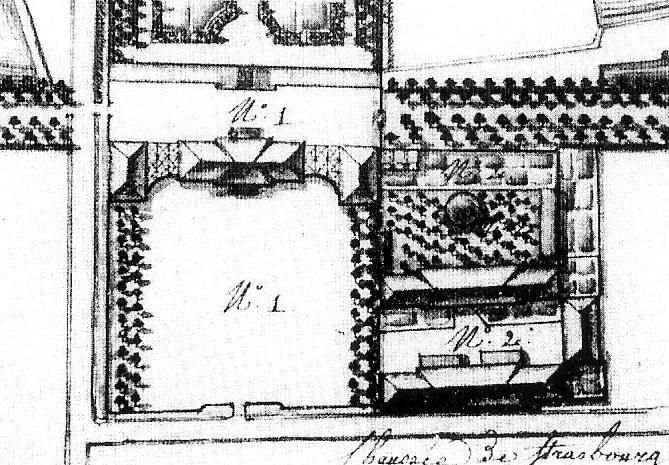
Planzeichnung der Brumather Schlossanlage mit dem Baubestand des Jahres 1795

Das klassizistische Schloss wurde in der Zeit von 1720 bis 1726 anstelle eines 1672 zerstörten Vorgängerbaus errichtet. Dessen Ruine war ab 1718 vollständig abgetragen worden, um Platz für den Neubau zu schaffen, zu dem der hanauische Baumeister Christian Ludwig Hermann die Pläne lieferte. Sein Auftraggeber war Graf Johann Reinhard III. von Hanau, der es als Sommerresidenz für seine Tochter Charlotte errichten ließ. Durch ihren frühen Tod im Jahr 1726 hat sie das Schloss jedoch nie genutzt. Auch ihre und die Erben ihres Vaters, die Landgrafen von Hessen-Darmstadt, hatten für die Anlage wenig Verwendung, sodass sie meist leer stand. Ab 1775 nutze Maria Christina von Sachsen, Äbtissin von Remiremont und Tante des französischen Königs Ludwig XVI., die Gebäude als Residenz. Nach ihrem Tod am 3. Dezember 1782 wurden sie nie wieder bewohnt. Ungenutzt und verlassen, war das Schloss Opfer von Vandalismus, und die Brumather Bevölkerung bediente sich an der Einrichtung. Was sie übrig gelassen hatte, nahmen anschließend Soldaten mit, die 1793 in der Stadt weilten. Unter der Führung von Dagobert Sigismund Wurmser, einem aus Frankreich emigrierten Grafen von Vendenheim und Sundhausen, besetzten in jenem Jahr österreichisch-preußische Truppen am 19. Oktober Brumath und schlugen ihr Hauptquartier im Schloss auf. Noch vor Jahresende waren sie aber von französischen Revolutionstruppen wieder vertrieben worden.
Während der Revolution konfisziert, kam die Anlage – bestehend aus dem Schlossgebäude, Ställen, einem Taubenturm, Gärten, einem Eiskeller und 10,5 Hektar Land – 1795 als Nationalgut zur Versteigerung. Der erste Termin im Juli des Jahres blieb jedoch erfolglos, weil sich kein Interessent dafür fand. Beim zweiten Versteigerungstermin am 16. August des gleichen Jahres kaufte es Georges Christ aus Colmar, der dafür 795.500 Livres bezahlte. Einen Teil der Anlage hatte er jedoch nicht für sich, sondern für „den Bürger Rastignac“ aus Hagenau ersteigert. Nachfolgend wurden die zwei Seitenflügel des Schlosses, bestehend aus Pavillongebäuden, die über dreibogige Arkaden mit Terrassenaufbau im Obergeschoss eine Verbindung zum Haupttrakt besaßen, abgerissen.
Ab dem Beginn des 19. Jahrhunderts verzeichnete das Brumather Schloss diverse Eigentümerwechsel, bei denen der Besitz auch mehrfach zerteilt wurde. Im Jahr 1803 gab es insgesamt 22 Personen, die Eigentum am Anwesen hielten. Im Juli 1804 kaufte die lutherische Pfarrgemeinde Brumath-Krautwiller das Schlossgebäude für 15.560 Livres und ließ es für ihre Zwecke zu einer Kirche umbauen. Obwohl der endgültige Kaufvertrag erst am 25. Januar 1806 unterschrieben wurde, begannen die Umbauarbeiten schon im Jahr 1803. In deren Zuge wurde die gesamte ursprüngliche Innenausstattung beseitigt – unter anderem auch sämtliche Decken – und durch klassizistische Einbauten mit Dekorationen im Empire-Stil ersetzt. Lediglich die Außenfassade des Gebäudes blieb unangetastet. In der Mitte des Daches wurde 1805 ein Glockenturm erbaut, der im Januar 1806 mit einer ersten Glocke ausgestattet wurde. Bereits am 1. September 1805 hatte die offizielle Einweihung des Kirchengebäudes stattgefunden. Die Pläne für den Umbau zur Kirche stammten von dem Straßburger Architekten Jean-Jacques Schuler, der von Jean-Chrétien Arnold unterstützt wurde. Die beiden Männer lieferten auch die Entwürfe für zwei rechtwinkelige Pavillongebäude an der Südost- und der Südwest-Ecke des Schlosshofs.
Im Jahr 1923 wurde eine Restaurierung des Gebäudes vorgenommen, der 1973 und 1985 Restaurierungen der Orgel folgten. Letztere beseitigten Veränderungen, die in den 1930er Jahren am Instrument vorgenommen worden waren, und stellten es in seinem Originalzustand von 1810 wieder her. Seit einer Instandsetzung des Untergeschosses und dessen Kreuzgratgewölbe im Jahr 1982 wird ein Teil davon durch das archäologische Museum von Brumath (Musée archéologique de Brumath) genutzt.
Als 2013 Pläne der Gemeinde publik wurden, im Ehrenhof des Schlosses zwei moderne, kubische Gebäude für eine  Mediathek und einen Gastronomiebetrieb zu errichten, versuchte eine Bürgerinitiative, die Veränderung des historischen Schlossareals zu verhindern, war aber nicht erfolgreich.

## Beschreibung

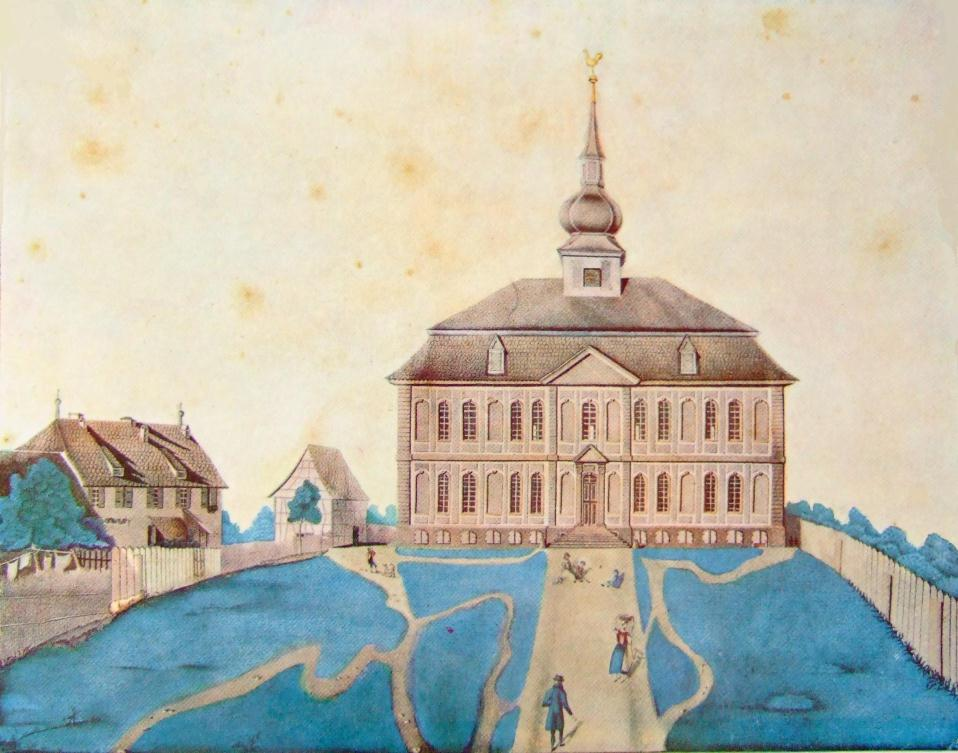
Kolorierte Zeichnung des Schlosses von Jean Nicolas, etwa 1818

Das Hauptgebäude des Schlosses ist ein rechteckiger Baukörper zu je sechs Fensterachsen und einem Mittelrisalit von drei Fensterachsen. Seine zwei Geschosse werden von einem Mansarddach abgeschlossen, das in seiner Mitte einen Glockenturm mit Welscher Haube und Laterne sowie Wetterhahn trägt. Südlich des Gebäudes liegt ein Ehrenhof, durch den eine kleine Lindenallee auf das Schlossportal zuführt. Dieses wird von Pilastern flankiert und besitzt einen Dreiecksgiebel mit Tympanon als oberen Abschluss. Gegenüber dem Hauptgebäude befinden sich an der anderen Seite des Ehrenhofs zwei über Eck gebaute Nebengebäude mit Walmdach und gelbem Verputz, die vom Beginn des 19. Jahrhunderts stammen.
Die einstigen Pavillonbauten westlich und östlich des Hauptgebäudes sind ebenso wenig erhalten, wie der ehemalige französische Garten, der sich nördlich des Schlosses befand. Im Gegensatz dazu existieren aber noch die ehemaligen Wirtschaftsgebäude, die sich östlich des Schlosshofs entlang der nördlichen Seite der Rue Jacques Kablé gruppieren.
Seit 1805 befindet sich in dem Gebäude die lutherische Kirche von Brumath, deren Kirchengemeinde zur  Protestantischen Kirche Augsburgischen Bekenntnisses von Elsass und Lothringen gehört. Im Inneren besteht sie aus einem einzigen großen Saal, dessen Emporen an den Längsseiten von dorischen Säulen getragen werden. Die ab 1809 von Michael Stiehr gebaute und 1810 installierte Orgel wurde 1936 umgebaut. 1973 wurde ihr Prospekt als Monument historique klassifiziert. 1975 folgte die Aufnahme der eigentlichen Orgel in die französische Denkmalliste. Das Instrument verfügt über 29 Register auf zwei Manualen und Pedal.